# Provinz Deutschböhmen

Die von Deutschösterreich angestrebte Provinz Deutschböhmen (violett)

Die Provinz Deutschböhmen wurde am 29. Oktober 1918 von deutschen Abgeordneten des österreichischen Reichsrates aus der Region bei einer Sitzung im Niederösterreichischen Landhaus als eigenberechtigte Provinz des Staates Deutschösterreich begründet und war eines mehrerer böhmischer Gebiete innerhalb des Staates.
Erster Landeshauptmann war Raphael Pacher, der sein Amt am 5. November 1918 an Rudolf Lodgman von Auen übergab, weil er in die am 30. Oktober 1918 berufene Staatsregierung Renner I als Staatssekretär für Unterricht eintrat, praktisch der erste Bildungs- und Unterrichtsminister der Republik Österreich wurde. Mit der Gründung der Provinz wollten die Reichsrats-Abgeordneten die von ihnen überwiegend abgelehnte Einverleibung der 2,2 Millionen Deutschböhmen in die am 28. Oktober 1918 in Prag ausgerufene Tschechoslowakische Republik verhindern. Diese berief sich auf die Einheit der Länder der Böhmischen Krone.
Die deutschen Reichsratsabgeordneten aus der Provinz wirkten auch in der Provisorischen Nationalversammlung in Wien mit, die am 30. Oktober 1918 für alle deutschen Siedlungsgebiete Cisleithaniens den Staat Deutschösterreich gründete, der gemäß Beschluss vom 12. November 1918 als Ganzes dem Deutschen Reich beitreten wollte. Am 16. November trat in Reichenberg eine provisorische Landesversammlung zusammen. Beide Vorhaben scheiterten am Friedensschluss von St. Germain, in Kraft getreten am 16. Juli 1920. Im Übrigen wurden die auch von Deutschösterreich beanspruchten deutschen Siedlungsgebiete ab 13. November 1918 von tschechoslowakischem Militär besetzt.
Die Landesregierung Deutschböhmens wandte sich  mit einer von der schwedischen Gesandtschaft übermittelten Kabeldepesche an US-Präsident Woodrow Wilson. Sie erbat die Gewährleistung des von ihm proklamierten Selbstbestimmungsrechtes der Völker. Außerdem protestierte sie gegen „Vergewaltigungen, welchen unser Staatsgebiet durch Truppen des Czecho-slowakischen Staates ausgesetzt ist“. Der österreichische Staatskanzler Karl Renner bedauerte die Besetzung und erklärte: „Wir gestehen es offen, wir haben gar keine Macht zur Abwehr; die Republik Deutschösterreich hat nichts als sonnenklares Recht.“
Die deutschböhmische Landesregierung flüchtete am 14. Dezember 1918 über Dresden nach Wien und amtierte dort weiter im Parlamentsgebäude.